# Richard Wagner
 "Wagner" omdirigeres hertil. For andre betydninger af Wagner, se Wagner (flertydig).
Wilhelm Richard Wagner (født 22. maj 1813 i Leipzig, død 13. februar 1883 i Venedig) var en tysk komponist, dirigent, sceneinstruktør og skribent. Han er primært kendt for sine operaer (eller musikdramaer som han senere kaldte dem). Hans værker især fra den sene periode er kendetegnet af kontrapunkt, fyldig harmonik og orkestrering og en veludviklet brug af ledemotiver: musikalske temaer der er associeret med bestemte personer, steder eller begivenheder i operaen.
Wagners kromatiske musikalske sprog kom udviklingen i europæisk klassisk musik i forkøbet. Det gælder fx hans brug af kromatik og atonalitet. Han bidrog til musikkens udvikling med sin idé om det totale kunstværk eller enhedskunstværket (das Gesamtkunstwerk), som nåede sit højdepunkt i den monumentale tetralogi, Nibelungens Ring (Der Ring des Nibelungen) fra 1876. Hans brug af ledemotiver udøvede en betydelig indflydelse på filmmusik i det 20. århundrede. Wagner var en kontroversiel person, både for sine musikalske og dramatiske bidrag og for sine antisemitiske og politiske overbevisninger.

## Værker
Wagner er som kunstner primært kendt for sine operaer. De kan opdeles i tre tidsperioder.
Wagners tidlige periode begyndte da han som 19-årig gjorde sit første forsøg på at skrive en opera, Die Hochzeit, som han opgav i 1832 på et tidligt tidspunkt i arbejdsprocessen. Wagner færdiggjorde tre operaer i sin tidlige periode: Die Feen, Das Liebesverbot og Rienzi. De er i en konventionel stil og viser ikke hen på Wagners særlige plads i musikhistorien. Senere i livet sagde Wagner at han ikke betragtede disse tidlige operaer som en egentlig del af hans værk. Wagners tidlige værker opføres sjældent. Ouverturen til Rienzi høres ved koncerter.
Wagners mellemperiode er af væsentligt højere kvalitet. Her udvikler han sine forcer som dramatiker og komponist. Perioden begyndte med Den flyvende hollænder, efterfulgt af Tannhäuser og Lohengrin. Disse værker opføres meget hyppigt.
Wagners sene operaer er mesterværker, der udviklede operakunsten. Mange betragter Tristan og Isolde (Tristan und Isolde) som Wagners bedste enkeltstående opera. Mestersangerne i Nürnberg (Die Meistersinger von Nürnberg) er Wagners eneste komedie (bortset fra den tidlige Das Liebesverbot) og en af de længste. Nibelungens Ring (Der Ring des Nibelungen), der omtales som "Ringen" er en tetralogi (fire operaer): Rhinguldet (Das Rheingold), Valkyrien (Die Walküre), Siegfried og Ragnarok (Götterdämmerung). Tetralogien er baseret på personer og elementer fra nordisk mytologi. Spilletiden er omtrent 14 timer. Værket betragtes som et af de mest ambitiøse musikalske værker, der nogensinde er komponeret. Wagners sidste opera, Parsifal, som han skrev til sin egen operafestival, Bayreuther Festspiele, og som kaldes et religiøst festspil (Bühnenweihfestspiel) i partituret, er et dybsindigt værk, der er baseret på den kristne legende om den hellige gral.
Gennem sine operaer og teoretiske skrifter udøvede Wagner en stor indflydelse på genren. Han arbejdede for en ny operaform, som han kaldte musikdrama. Her skulle alle musikalske og dramatiske elementer udgøre et hele. I modsætning til andre operakomponister, som normalt overlod udfærdigelsen af librettoen til andre, skrev Wagner sine egne libretti, som han omtalte som "digte". De fleste af dramaerne baserede han på nordeuropæisk mytologi og legender. Hos Wagner fik orkestret en rolle på lige fod med sangerne. Orkestret får en selvstændigt kommenterende rolle og understøtter ikke blot sangen. Det sker fx gennem ledemotiver, som er musikalske temaer der annoncerer personer, lokaliteter eller begivenheder. Gennem deres komplekse sammenvævning udvikles dramaet og driver det frem.
Wagners musikalske stil betragtes ofte som indbegrebet af den klassiske musiks romantiske periode på grund af udviklingen af det følelsesmæssige udtryk, der var uden fortilfælde. Han indførte nye begreber om harmoni og musikalsk form, herunder især kromatik. I Tristan og Isolde udforskede han det traditionelle tonesystems begrænsninger. Eksperimenterne peger frem mod atonaliteten, som blev udforsket i det 20. århundrede. Nogle musikhistorikere sætter begyndelsen på den moderne klassiske musik til de første toner fra Tristan und Isolde, den såkaldte Tristan-akkord.

### Den tidlige periode
- Die Hochzeit (1832, ikke færdiggjort)
- Die Feen (1833)
- Das Liebesverbot (1837)
- Rienzi (1837)

### Mellemperioden
- Den flyvende hollænder (1843)
- Tannhäuser (1845)
- Lohengrin (1848)

### Den sene periode
- Tristan og Isolde (Tristan und Isolde, 1859)
- Mestersangerne i Nürnberg (Die Meistersinger von Nürnberg, 1867)
- Nibelungens Ring (Der Ring des Nibelungen) bestående af:
  - Rhinguldet (Das Rheingold, 1854)
  - Valkyrien (Die Walküre, 1856)
  - Siegfried (tidligere kaldet Jung-Siegfried og Der junge Siegfried, 1871)
  - Ragnarok (Götterdämmerung, oprindelig kaldet Siegfrieds Tod, 1874)
- Parsifal (med undertitlen "Bühnenweihfestspiel", dvs. et festspil til (religiøs) indvielse af scenen, 1882)

### Anden musik
Ud over operaer komponerede Wagner forholdsvis lidt musik. Han skrev en enkelt symfoni (da han var 19), nogle ouverturer og nogle stykker for kor og klaver. Han re-orkestrerede Glucks opera Ifigenia i Aulis (Iphigénie en Aulide).
Det hyppigst opførte værk Siegfried Idyll er for kammerorkester. Han skrev det til sin anden hustru, Cosimas, fødselsdag. Den trækker på flere motiver fra Ringcyklussen, men er ikke er en del af den. I dag høres ofte Wesendonck-Lieder, som han komponerede til Mathilde Wesendonck, mens han arbejdede på Tristan og Isolde.
Ouverturerne og de orkestrale mellemspil fra Wagners operaer fra de to seneste perioder opføres hyppigt ved koncerter. Til de fleste skrev Wagner små afslutninger, så de ikke kom til at ende så abrupt (de er jo taget ud af en operas dramatiske sammenhæng). Det er fx tilfældet med forspillet til Parsifal og Siegfrieds sørgemusik fra Ragnarok. Koncertversionen af forspillet til Tristan og Isolde spilles ikke så ofte som det oprindelige forspil, selv til koncertopførelser, hvor det ofte følges af slutscenen fra operaen, Isoldes Liebestod (enten med solist eller i ren orkesterudgave).
En af de mest populære bryllupsmarcher er fra brudekoret i Lohengrin. I operaen synges det mens Lohengrin og Elsa går ind i brudekammeret. Det katastrofale ægteskab, som når sit uoprettelige lavpunkt 20 minutter efter at koret er sunget, har dog ikke haft betydning for brugen af musikken.

### Essays og værker i andre kunstarter
Wagner var en ekstremt produktiv forfatter af hundredvis af bøger, digte og artikler foruden en stor korrespondance. Han skriver om en lang række emner, fx politik, filosofi og detaljerede analyser (ofte gensidigt selvmodsigende) af hans egne operaer. Skrifter af betydning er for eksempel: Oper und Drama (1851) om operaens teori og Das Judenthum in der Musik (1850), som var rettet mod jødiske komponister i almindelighed og mod Giacomo Meyerbeer i særdeleshed. Han skrev også en selvbiografi, Mein Leben (1880).
Wagner var ophavsmand til adskillige teatermæssige fornyelser, som blev udviklet i festspilhuset i Bayreuth, et operahus han fik bygget specifikt til opførelsen af sine operaer. Fornyelser som mørklægning af tilskuerrummet under opførelserne og placeringen af orkestret uden for publikums synsfelt. Festspilhuset i Bayreuth er stedet for den årlige Wagnerfestival, hvor Wagners værker fra mellemperioden og den sene periode opføres. Festivalen drager tusinder af operaelskere til Bayreuth hver sommer.

## Liv

### De første år
Richard Wagner blev født i Leipzig i Tyskland den 22. maj 1813. Faderen, Friedrich Wagner var ansat i en underordnet stilling i bystyret. Han døde seks måneder efter Richards fødsel. I august 1814 giftede hans mor, Johanne Pätz, sig med skuespilleren Ludwig Geyer, som ifølge rygter skulle være drengens rigtige far. Han døde da Richard var seks år gammel. Drengen blev nu opdraget af sin mor.
I 1822 blev Richard 11 år gammel indskrevet i skolen i Dresden, hvor han fik en smule klaverundervisning af sin latinlærer. Wagner øvede dog ikke sine skalaer, men foretrak for det meste at spille ouverturer efter gehør.
Den unge Richard Wagner havde ambitioner om at forfatte skuespil og fattede interesse for musikken som dramatisk virkemiddel. Han begyndte derfor snart at studere musik og blev indskrevet ved universitetet i Leipzig i 1831. En af hans tidlige inspirationskilder var Ludwig van Beethoven.
I 1833 skrev Wagner 20 år gammel sin første komplette opera, Die Feen. Denne opera, som åbenlyst imiterede Carl Maria von Webers stil skulle først blive sat op på en scene 50 år senere, da den fik premiere i München kort tid efter komponistens død i 1883.
Wagner fik nu korte ansættelser som musikchef ved operahusene i Magdeburg og Königsberg. Her skrev han Das Liebesverbot, som er baseret på Shakespeares Lige for lige (Measure for Measure). Denne anden opera blev sat op i Magdeburg i 1836 og fik en lunken modtagelse.
Den 24. november 1836 giftede Wagner sig med skuespillerinden Christine Wilhelmine "Minna" Planer. De flyttede til Riga, hvor Wagner var kapelmester ved den lokale opera. Få uger senere stak Minna dog af med en officer, som senere forlod hende uformuende. Wagner tog Minna til nåde, men dette var begyndelsen til et problemfyldt ægteskab, som endte i elendighed tre årtier senere.
I 1839 havde de to samlet sig så stor en gæld at de måtte flygte fra Riga for at undgå kreditorerne (gæld skulle blive en plage for Wagner resten af livet). Flugten førte dem og deres newfoundlænderhund, Robber, ud på en stormfyldt sørejse til London. Denne rejse gav Wagner inspiration til Den flyvende hollænder. De kom siden til Paris, hvor de boede i flere år. Her skabte Wagner sig et levebrød ved at skrive artikler og arrangere operaer af andre komponister.

### Dresden
Wagner færdiggjorde sin tredje opera, Rienzi, i 1840. Ved et held blev den antaget til opførelse på hofteatret i Dresden, i Sachsen, hvor den blev opført med stor succes. I 1842 flyttede parret til Dresden, hvor de boede de seks følgende år, og Wagner blev udnævnt til kongelig sachsisk hofdirigent. Han skrev her Den flyvende hollænder og Tannhäuser, de første af mellemperiodens tre operaer.
Wagners ophold i Dresden fik ende på grund af hans engagement i venstrefløjspolitik. En nationalistisk bevægelse havde fået vind i sejlene i de frie tyske stater. Den ønskede større frihed og samling af de svage stater til én nation. Wagner spillede begejstret en rolle i denne bevægelse og modtog gæster i sit hjem, bl.a. komponisten August Röckel, som også var udgiver af en radikal venstrefløjsavis, Volksblätter, og den russiske anarkist Mikhail Bakunin.
Den sachsiske regering vakte udbredt mishag, som kom på kogepunktet i april 1849, da kong Friedrich August II af Sachsen opløste parlamentet og afviste en ny forfatning, som folket ønskede. Majopstanden brød ud, og Wagner støttede den. Den begyndende revolution blev hurtigt bekæmpet af de forenede sachsiske og prøjsiske tropper, og der blev udstedt arrestordrer mod de revolutionære. Wagner måtte flygte, først til Paris og siden til Zürich. Det lykkedes derimod ikke Röckel og Bakunin at slippe bort, og de blev idømt lange fængselsstraffe.

### Eksil, Schopenhauer og Mathilde Wesendonck
Wagner tilbragte de næste tolv år i eksil. Han havde færdiggjort Lohengrin før Dresden-opstanden og skrev nu desperat til sin ven Franz Liszt for at få den opført i sit fravær. Liszt, som viste sig som en ven i nøden, dirigerede premieren i Weimar i august 1850.
Wagner befandt sig i en stor personlig krise isoleret fra den tyske musikverden og uden nævneværdige indkomster. De musikalske skitser han arbejdede på og som langt senere skulle blive til det store værk Nibelungens Ring, så ikke ud til at kunne blive til scenisk virkelighed. Hans kone Minna, som ikke havde brudt sig om de operaer, han havde skrevet efter Rienzi, fik en depression. Endelig fik han lidelsen rosen (erysipelas), en hudinfektion som gjorde det svært for ham at skrive.
Wagners primære produktion i de første år i Zürich var en række vigtige essays. Det gælder fx Fremtidens kunstværk (Das Kunstwerk der Zukunft) fra 1849, i hvilket han beskriver sin vision om det totale kunstværk (Das Gesamtkunswerk). I dette skal de forskellige kunstarter som musik, sang, dans, poesi, bildende kunst og scenekunst forenes. Das Judentum in der Musik fra 1850 er et antisemitisk skrift rettet mod jødiske komponister. Endelig bør Oper og drama" (Oper und Drama) fra 1851 nævnes, i hvilket han beskriver de æstetiske ideer som han skulle gøre brug af i sin Ringcyklus.
I de følgende år mødte Wagner to personer, der skulle blive de primære inspirationskilder til et af hans mest kendte værker, Tristan og Isolde.
Den første kom i 1854, da hans digterven Georg Herwegh introducerede ham til filosoffen Arthur Schopenhauers tanker. Wagner skulle senere omtale denne begivenhed som den vigtigste i hans liv. Hans personlige omstændigheder omvendte ham hurtigt til det han opfattede som Schopenhauers filosofi: et dybt pessimistisk syn på menneskets lod. Han skulle forblive en tilhænger af Schopenhauer resten af sit liv, selv efter at hans lykke vendte. En af Schopenhauers tanker var at musikken havde en overordnet rolle blandt kunstarterne, fordi den som den eneste ikke har et materielt udtryk. Wagner anerkendte denne lære, selv om den var i direkte modstrid med hans egen argumentation i Opera og drama, der hævder at musikken skal være dramaets tjener. Wagnerforskere har siden hævdet, at Schopenhauers indflydelse fik Wagner til at tildele musikken en vigtigere funktion i hans senere operaer, blandt andet i den sidste halvdel af Ringcyklussen. Der er ingen tvivl om, at mange aspekter af Schopenhauers lære fandt vej til Wagners senere librettoer. Den selvfornægtende skomager-digter, Hans Sachs, fra Mestersangerne i Nürnberg, som er Wagners mest sympatiske figur, er i sin essens en schopenhauersk skabning (også selv om han er modelleret over en historisk person).
Den anden inspirationskilde var forfatterinden Mathilde Wesendonck, silkehandler Otto von Wesendoncks kone. Wagner mødte ægteparret i Zürich i 1852. Otto von Wesendonck, der var wagnerianer, stillede en hytte til Wagners disposition. I 1857 blev Wagner besat af Mathilde. Selv om hun syntes at have gengældt hans følelser i nogen grad, havde hun ingenlunde til hensigt at bringe sit ægteskab i fare, og derfor holdt hun sin mand informeret om sine kontakter med Wagner. Ikke desto mindre inspirerede forholdet Wagner til at lægge sit arbejde på Ringen til side (for først at genoptage det tolv år senere). I stedet begyndte han at arbejde på Tristan og Isolde fra sagnkredsen om kong Arthur, som omhandler ridderen Tristan og den irske prinsesse Isolde.
Det usikre forhold endte i 1858, da Minna opsnappede et brev fra Wagner til Mathilde. Efter den konfrontation der fulgte, forlod Wagner Zürich for alene at tage til Venedig. Det følgende år flyttede han atter til Paris for nu at inspicere en opsætning af en ny-revideret Tannhäuser, der blev sat op takket være fyrstinde Metternich. Premieren på den nye Tannhäuser i 1861 blev en slem fiasko, da medlemmerne af den toneangivende Jockey Club skabte postyr. Yderligere forestillinger blev derfor aflyst, og Wagner forlod byen i hast.
I 1861 blev landsforvisningen af Wagner hævet, og han kunne nu slå sig ned i Biebrich i Prøjsen, hvor han begyndte arbejdet på Mestersangerne i Nürnberg. Bemærkelsesværdigt nok er den hans mest optimistiske værk (hans anden kone, Cosima, skrev: "Når fremtidige generation søger vederkvægelse i dette enestående værk, måtte de da skænke de tårer, af hvilke smilene opstod, en tanke"). I 1862 gik Wagner og Minna hver til sit. Wagner (eller hans kreditorer) betalte hendes underhold til hun døde i 1866.

### Kong Ludwig II's støtte
Wagners skæbne nåede et nyt vendepunkt i 1864, da kong Ludwig II besteg tronen i Bayern i en alder af 18 år. Den unge konge, en brændende beundrer af Wagners operaer siden barndommen, inviterede komponisten til München. Han afviklede Wagners betragtelige gæld og fattede planer om at få hans nye opera sat op. Efter svære problemer under prøverne blev Tristan og Isolde en enorm succes ved premieren på hofteatret i München den 10. juni 1865.
I mellemtiden blev Wagner optaget af en anden affære, denne gang med Cosima von Bülow, dirigenten Hans von Bülows kone. Hans von Bülow var en af Wagners vigtigste støtter og dirigerede premieren på Tristan og Isolde. Cosima var uægte datter af Franz Liszt og den berømte grevinde Marie d'Agoult. Hun var 24 år yngre end Wagner. Liszt, der var Wagners ven, billigede ikke forholdet mellem de to. I april 1865 fødte Cosima imidlertid Wagner en datter, som fik navnet Isolde. Affæren var en skandale i München, og for at gøre sagen værre faldt Wagner i unåde hos medlemmer af hoffet, som frygtede hans indflydelse på kongen. I december 1865 blev Ludwig tvunget til at bede komponisten forlade München. Kongen legede ganske vist med ideen om at abdicere for at kunne følge sin helt i eksil, men Wagner fik hurtigt talt ham fra det.
Ludwig fik Wagner placeret i Villa Triebschen ved Vierwalsstättersøen i Schweiz. Her blev Mestersangerne i Nürnberg færdigkomponeret i 1867. Premieren fandt sted i München den 21. juni 1868. I oktober overtalte Cosima Hans von Bülow til skilsmisse, og Richard og Cosima blev gift den 25. august 1870 (Liszt talte ikke med sin svigersøn i de følgende år). Juledag 1870 forærede Wagner Cosima værket Siegfried Idyll i fødselsdagsgave. Ægteskabet med Cosima varede resten af Wagners liv. De fik endnu en datter, Eva, og en søn, Siegfried.
Det var i Triebschen i 1869, Wagner første gang mødte filosoffen Friedrich Nietzsche, som var 31 år yngre, og som hurtigt blev hans passionerede ven. Wagners ideer øvede en væsentlig indflydelse på Nietzsche. Nietzsches første bog, Tragediens fødsel (Die Geburt der Tragödie), fra 1872 var tilegnet Wagner. Forholdet mellem dem blev med tiden bittert, for Nietzsche blev stedse mere desillusioneret over forskellige dele af Wagners tænkning som fx hans pacifisme og hans antisemitisme. Desuden forværredes forholdet af jalousi. I Tilfældet Wagner (Der Fall Wagner) fra 1888 og i Nietzsche contra Wagner fra 1889 fordømte han Wagner som pervers og korrupt og kritiserede endog sin egen tidligere kærlighed til komponisten.

### Bayreuth
Wagner, der havde affundet sig med sit nye hjemmeliv, vendte nu sine kræfter mod at få afsluttet Ringen. Efter kong Ludwigs vedholdende pres blev der givet specielle forpremierer på de to første værker i cyklussen, Rhinguldet og Valkyrien, i München, selvom Wagner ønskede den komplette cyklus opført i et nyt specialdesignet operahus.
I 1871 faldt hans valg på den lille by Bayreuth som hjemsted for hans nye operahus. Familien flyttede dertil året efter, og grundstenen til festspilshuset blev lagt. For at rejse kapital til bygningen blev der grundlagt Wagnerselskaber i adskillige byer, og Wagner dirigerede koncerter rundt om i Tyskland. Imidlertid var der først penge nok da kong Ludwig trådte til med endnu et stort bidrag i 1874. Senere på året flyttede familien ind i sit nye hjem i Bayreuth i en villa, som Wagner kaldte Wahnfried (tysk: fred for blændværk).
Festspilhuset åbnede i august 1876 med premieren på Nibelungens Ring og har siden været hjemsted for Bayreuth-festivalen (Richard-Wagner-Festspiele Bayreuth).

### De sidste år
I 1877 begyndte Wagner arbejdet på sin sidste opera, Parsifal. Kompositionen tog fire år. I disse år forfattede han også en række stadigt mere reaktionære skrifter om religion og kunst.
Parsifal var færdig i januar 1882, og en ny festival blev stablet på benene for det nye værk. Wagner var meget syg. Under den 16. og sidste opførelse af Parsifal den 29. august kom han ned i orkestergraven i al hemmelighed under tredje akt og tog dirigentstokken fra Hermann Levi og førte forestillingen til ende.
Efter festivalen tog familien til Venedig for vinteren. Den 13. februar 1883 døde Richard Wagner af et hjertetilfælde i Palazzo Vendramin ved Canal Grande. Han blev ført tilbage til Bayreuth, hvor han ligger begravet i Villa Wahnfrieds have.

## Wagners antisemitisme og nazisternes brug af Wagner
I den sidste halvdel af det 20. århundrede har den offentlige mening om Wagner i stigende grad baseret sig på hans antisemitisme. Det skyldes i høj grad begivenheder som fandt sted 50 år efter komponistens død, nemlig nazistpartiets brug af Wagners musik og navn i 30'erne.

### Wagners syn på jøderne
Wagner anklagede ofte jøder og især jødiske musikere for at være et skadeligt fremmedelement i den tyske kultur. Hans første og mest kontroversielle antisemitiske skrift var Das Judenthum in der Musik, som blev publiceret under nom de plume "K. Freigedank" ("K. Fritanke") i 1850 i Neue Zeitschrift für Musik. Skriftet søgte at forklare den "folkelige modvilje" mod jødiske komponister, som Wagners samtidige Felix Mendelssohn og Giacomo Meyerbeer, der begge var hans rivaler. Wagner skrev at det tyske folk fandt jøderne frastødende på grund af deres fremmedartede udseende og adfærd – mennesker med "knirkende, pibende, summende stemmer, som vi trods alle vore skrifter og taler for jødefrigørelsens sag altid har følt os instinktivt frastødt af, når vi kom i faktisk kontakt med dem". Han argumenterede for at jødiske musikere kun var i stand til at skrive musik der var tynd og kunstig, fordi de ikke havde nogen forbindelse med "folkets ægte sjæl".
Som konklusion skrev han om jøderne at "kun én ting kan frigøre jer fra jeres forbandelsesbyrde – forløsningen af Ahasverus – og det er at gå under!" Selvom dette er blevet opfattet som faktisk udslettelse af jøderne, refereres der i skriftet til udslettelsen af jødedommen, det jødiske. Wagner advokerede hermed for en opgivelse af den jødiske kultur og optagelsen af de assimilerede jøder i det almindelige tyske kulturliv. Den oprindelige publikation fik kun liden opmærksomhed. Da Wagner udgav skriftet nu under sit eget navn i 1869, førte det til adskillige offentlige protester ved opførelserne af Mestersangerne i Nürnberg. Wagner fremsatte lignende synspunkter i adskillige senere artikler som fx Was ist deutsch? fra 1878.
Igennem det 20. århundrede har forskere som Robert Gutman hævdet at Wagners antisemitisme ikke var begrænset til hans artikler, men at operaerne også indeholdt skjulte antisemitiske budskaber. For eksempel skulle figurer som Mime fra Nibelungens Ring og Sixtus Beckmesser fra Mestersangerne i Nürnberg være antisemitiske stereotyper, selv om de ikke direkte fremstår som jøder. Sådanne påstande er meget omstridte. De påståede "skjulte budskaber" kan være et resultat af en hildet fortolkning. Wagner var ikke hævet over at indbygge hån og fornærmelser i sit værk, men det var altid åbenlyst, når han gjorde det. Man må notere sig at Wagner i løbet af sit liv producerede et enormt skriftligt vidnesbyrd, der også underkastede komponisten selv en analyse, herunder hans operaer og hans syn på jøderne og ethvert andet tænkeligt emne; de angivelige skjulte antisemitiske budskaber i operaerne nævnes imidlertid aldrig.
Wagners egne religiøse synspunkter var særegne. Han beundrede Jesus, men insisterede på at han var græsk og ikke jødisk. Han mente også at Det Gamle Testamente ikke havde noget at gøre med Det Ny Testamente, at Israels Gud ikke var den samme som Jesus' far, og at De 10 Bud ikke indeholdt den kristne læres kærlighed og tilgivelse. Wagner var også fascineret af buddhismen og overvejede i mange år at skrive en buddhistisk opera, Die Sieger (De sejrende). Han ville basere den på Sârdûla Karnavadanaan, der er en avadana (romantisk buddhistisk litteratur) om Buddhas sidste rejse. Dele af oplægget til Die Sieger blev senere optaget i Parsifal, som fremstiller en særlig wagneriansk udgave af kristendommen. Fx fortolker Wagner forvandlingen af nadverelementerne i en mere hedensk retning.
På trods af Wagners stærkt antisemitiske synspunkter, havde han et omfattende netværk af jødiske venner og kolleger. En af de mest betydelige af disse var Hermann Levi, en troende jøde og søn af en rabbiner. Hans talent var anerkendt af Wagner. Levis stilling som kapelmester i Dresden betød at han dirigerede premieren på Parsifal, Wagners sidste opera. Wagner havde umiddelbart mange indvendinger og foreslog at Levi først blev døbt (antagelig på grund af denne operas religiøse indhold). Senere opgav han ideen, uden tvivl af hensyn til forholdet til kong Ludwig. Levi var bekendt med Wagners optagethed af det jødiske spørgsmål, men beundrede ham ikke desto mindre. Han blev bedt om at være sørgemarskal ved komponistens begravelse.

### Genealogiske spekulationer
Enkelte forskere har ment at Wagner selv kan have været af delvis jødisk afstamning, men det er der ikke belæg for. I sin barndom bar Wagner sin stedfars efternavn, Geyer. Det er et almindeligt efternavn blandt tyske jøder, men Ludwig Geyer, der stammede fra en slægt af kirkemusikere, havde ikke jødiske forfædre. Wagner blev senere karikeret som en jøde med kroget næse og stort hoved. Den mulighed at Geyer kan have været Wagners virkelige far kan sammen med Wagners stærke bevidsthed om sit udseende have været årsag til hans stærke understregning af alt tysk og hans intense afvisning af jødedommen.

### Wagners familie og nazismen
I tiden omkring Wagners død var de nationalistiske bevægelser i Europa ved at miste forbindelsen til den romantiske idealforestilling om lighed fra 1848. En militaristisk sindet og aggressiv holdning begyndte at brede sig, ikke mindst på grund af Bismarcks magtovertagelse og foreningen af Tyskland i 1871. Efter Wagners død i 1883 blev Bayreuth i stigende grad centrum for højreorienterede tyske nationalister, der var tiltrukket af operaernes mythos. De blev kendt som Bayreuth-kredsen. Denne gruppe anerkendtes af Cosima, hvis antisemitisme var betydelig mindre kompleks og mere forbitret end Richards.
Houston Stewart Chamberlain, forfatter til et antal "filosofiske" afhandlinger som senere hørte til nazisterne pensum, var medlem af Bayreuth-kredsen. Han giftede sig med Wagners datter, Eva. Efter Cosima og Siegfrieds død blev Siegfrieds enke ansvarlig for festivalen i 1930. Det var den engelskfødte Winifred, en personlig ven af Adolf Hitler.
Hitler beundrede Wagners musik og forsøgte at indarbejde den i sin myte om den tyske nation. Hitler opbevarede mange af Wagners originale partiturer i sin bunker i Berlin under 2. verdenskrig, selv om Wieland Wagner havde bedt ham om at udlevere de vigtige dokumenter. De gik tabt i Hitlers sidste dage.

### Wagners indflydelse på nazismen
Nogle forskere har ment at Wagners synspunkter og især hans antisemitisme har øvet indflydelse på nazisterne. Det er imidlertid stærkt omstridt, og historikeren Richard J. Evans påpeger, at der ikke er belæg for at Hitler har læst nogen af Wagners skrifter. Wagners værker understøtter ikke nazisternes heltedyrkelse. Siegfried, der skulle være "helten" i Nibelungens ring, virker som en overfladisk og utiltalende lømmel. Men det er langt fra, hvad Wagner mente om ham. Forskellen på, hvad der ligger i musikken, og hvad vi ved om mennesket Wagner, er tæt forbundet med debatten om den protonazisme, der tillægges Wagner. Mange af Wagners synspunkter må have været nazisterne imod, fx hans pacifisme og hans ønske om at assimilere jøderne. Goebbels forbød opførelsen af Parsifal i 1939 kort før krigsudbruddet på grund af operaens pacifistiske overtoner.
Nazismens fascination af Wagner var faktisk i vidt omfang begrænset til Hitler. Hans glæde ved Wagner (og Strauss) vakte afsky hos højtstående nazister, fx Goebbels. I 1933 beordrede Hitler, at mødet i Nürnberg skulle indledes med ouverturen til Mestersangerne i Nürnberg. Han uddelte tusind fribilletter til nazistiske funktionærer. Da Hitler ankom til teatret, var det næsten tomt. Det følgende år blev deltagerne beordret til at være til stede, men flere faldt i søvn under forestillingen. I 1935 gav Hitler efter og frigav billetterne.
Wagners musik var allestedsnærværende i det tredje rige (Wochenschau i biograferne), men blandt folket var interessen større for italienske komponister som Verdi og Puccini. I 1938-1939 var der kun én Wagneropera på listen over sæsonens mest populære operaer. Listen blev anført af italienske Ruggiero Leoncavallos Bajadser (I pagliacci).
Man har hævdet at det ikke er rimeligt at kritisere Wagner for senere generationers mening om ham. Den politiske filosof Leo Strauss har skrevet om absurditeten i at nogen skulle tage afstand blot noget bare fordi Hitler kunne lide det (eller omvendt). Han kalder det reductio ad hitlerum: vi skulle afsky vegetarer, bare fordi Hitler var vegetar.
Wagners værker opføres sjældent i Israel og har vakt stort postyr. Selv om de sendes på radio og tv, er alle forsøg på at opføre dem på scenen standset af protester, især fra holocaustoverlevere, der kender Wagners musik fra højttalerne i koncentrationslejrene.
Da Daniel Barenboim dirigerede et afsnit af Tristan og Isolde som ekstranummer i 2001 på en festival i Israel, ville en komité i Knesset boykotte Barenboim. En planlagt opførelse af Valkyrien blev aflyst. Zubin Mehta insisterede på at spille Wagner i Israel på trods af udvandringer og tilråb fra publikum. Wagner er kompleks og hans musik medfører mange reaktioner. Theodor Herzl zionismens grundlægger var en dyb beundrer af Wagners værk.

## Wagners betydning
Wagners bidrag til kunsten og kulturen er enormt. Han oplevede en stærk hengivenhed blandt sine tilhængere, som nærmest anså ham for guddommelig.
Hans musik var banebrydende, især Tristan og Isolde. I mange år efter Wagner har komponister følt sig nødt til enten at tage standpunkt for eller imod ham. Anton Bruckner og Hugo Wolf skylder ham meget, men også César Franck, Henri Duparc, Ernest Chausson, Jules Massenet, Alexander von Zemlinsky, Hans Pfitzner og mange andre står i gæld til Wagner. Mestre i harmoni som Claude Debussy og Arnold Schönberg har hørt Tristan og Isolde. Den italienske verisme er også inspireret af Wagners musikalske formsprog.
Det var Wagner der først krævede at lyset blev dæmpet under forestillingen. Det var Wagner der først fandt på at skjule musikerne i en overdækket orkestergrav som i Bayreuth. Wagner drømte om et "usynligt teater", i hvilket hans værker først og fremmest skulle få liv i lytterens fantasi. Musikkritikeren Hansgeorg Lenz hævder, at Wagner især i Ringen er "film før filmen", både i sit forhold til den wagnerske forestilling om tiderummet og i det problematiske i den sceniske fremstilling (for eksempel Rhindøtrene. De svømmer rundt nede på bunden af Rhinen; det afstedkom først naturalistiske løsninger, som var og er vanskeligt realiserbare (selv med Wagner selv som iscenesætter). Dette har lige siden medført stor scenografisk opfindsomhed, der kan synes at dementere Wagners intentioner.
Wagners betydning for litteratur og filosofi er betragtelig. Friedrich Nietzsche tilbad først Wagner, og blev ven med ham. Han så fornyelse af den europæiske ånd i Wagners musik. Men efter Parsifal brød Nietzsche kategorisk med Wagner, fordi han mente at Wagner leflede for de kristne ("Der Fall Wagner", dvs. "Tilfældet Wagner"). Heller ikke det kitschede univers med nordiske guder og helte i Ringen tiltalte filosoffen, fordi han ikke brød sig om den banalt vulgære konkretisering af sine overmenneskeapologier, der på en måde inkarnerede tidsånden, og som kanoniserede den neokatolske Parsifals sentimentaliserende opfindelse af kultisk eller liturgisk teater ("Bühenweihfesspiel". Nietsches forestilling om den dionysiske lå langt derfra).
Både Wagner og Nietzsche var stærkt egensindige personligheder; i en art hybris opkastede de sig begge til profeter på hvert deres område. Dertil kom at Wagner fra at være fallent (og som Nietzsche noget af en boheme) opnåede støtte af mæcener som den bayerske kong Ludwig II. (og fik bygget sit festspilhus i Bayreuth). Derfor måtte deres veje skilles. Nietzsches sene kritik – eller undsigelse – af Wagner blev støttet af den bornert borgerlige Hanslick.
W.H. Auden kaldte i det 20. århundrede Wagner det måske største geni der nogensinde har levet ("perhaps the greatest genius that ever lived"), og både James Joyce, Thomas Mann og Marcel Proust var dybt påvirkede af ham og diskuterede ham i deres romaner. Henvisninger til Wagner ses i T. S. Eliots The Waste Land, som citerer fra operaerne. Og Charles Baudelaire, Stéphane Mallarmé og Paul Verlaine var alle wagnerianere. Mange af de ideer Wagner behandlede i sin musik som forbindelsen mellem kærlighed og død (Eros og Thanatos) i Tristan og Isolde, blev taget op af Sigmund Freud.
Andre var mindre positive overfor Wagner. En tid var det tyske musikliv delt i to lejre: en for Wagner og en for Brahms. Det forhindrer dog ikke Wagner i – i Mestersangerne fra Nürnberg – at lade sig påvirke af Brahms' kompositions- og instrumenteringsprincipper. Brahms fik støtte af den indflydelsesrige kritiker Eduard Hanslick som var tilhænger af den traditionelle opera. Konflikten kan i dag ligne søskendemisundelse. Selv de, der som Debussy var imod Wagner, kunne ikke afvise hans indflydelse. Der er ikke langt fra Wagners sidste opera Parsifal til Debussys opera Pelleas et Mellisande, der med sin impressionisme langt finere rammer tonen og intentionen hos den sene Wagner end veristen Puccini, der med voldsomme følelsesudladninger mere minder om (dele af) Ringen.
I sine senere værker arbejder Debussy med så lange og komplekse musikalske forløb at de nærmer sig Wagner. Også Rossini, der ikke brød sig om Wagner ("der var så uendeligt længe mellem det smukke"), skrev lange operaer som Wilhelm Tell, der varer over fire timer.
På film er Richard Wagner portrætteret af Richard Burton i Tony Palmers tv-serie fra 1983, "Wagner", og af Trevor Howard i Luchino Viscontis "Ludwig" fra 1973. (Viscontis visuelle stil reflekterer nøje Wagners Debussy-foregribende musikalske impressionisme). Wagner optræder i 1976 som mytologisk skikkelse i Hans-Jürgen Syberbergs film "R.W. – ein Film aus Deutschland".
Sammen med den franske komponist César Franck har Wagner mere end nogen anden udviklet den harmonik der betegnes alterationsharmonikken. Alene forspillet til Tristan og Isolde rummer mere alterationsharmonik end noget tidligere værk.